# محمد سعدون الكواري
محمد سعدون الكواري (21 يوليو 1983 -)، إعلامي رياضي قطري.

## مشواره المهني
ولد في العاصمة الدوحة، حاصل على بكالوريوس في التربية البدنية وعلوم الرياضة من جامعة قطر دفعة عام 2005 وهو يحمل شهادة الماجستير من جامعة قولدسميثز اللندنية في تخصص الصحافة التلفزيونية.
بدأ عمله مع شبكة راديو وتلفزيون العرب في قناة art الرياضة، ثم انتقل وعمل مراسلا ومذيعا ومعلقا في الجزيرة الرياضية من عام 2003 إلى 2006، ثم عمل مذيعا في قناة الكأس موسم 05-2006، ثم عمل مذيعا ومنتجا في قناة الجزيرة منذ 22 يناير 2006 إلى مارس 2008، ثم بعد ذلك أصبح مذيعا في الجزيرة الرياضية منذ مارس 2008 وحتى بعد تحولها إلى بي إن سبورت.

### المناصب
في عام 2018 أعلنت اللجنة العليا للمشاريع والإرث عن تعيينه سفيرا رسميا لها، وذلك خلال حفل أقيم في مقر اللجنة العليا، حيث تم توقيع اتفاقية التعاون بين الطرفين بعد إطلاقها برنامج «سفراء اللجنة العليا» بهدف التعاون مع شخصيات ذائعة الصيت محليا وإقليميا ودوليا لدعم وتطوير مبادرات اللجنة العليا والترويج لمشاريعها.

### حياته الأسرية
متزوج وله من الأبناء، فاطمة، سعدون، عيسى، يوسف.

## دوراته وتغطياته
- دورة متقدمة تحت إشراف مؤسستي THOMSON و B.B.C في التقديم التلفزيوني الإخباري
- دورة لمحترفي التقديم الإخباري تحت إشراف B.B.C 2007.
- دورة في التقديم التلفزيوني الحواري عام 2006 (مركز الجزيرة للتدريب).
- دورة متقدمة في المونتاج عام 2007.
- دورة متقدمين في الإخراج التلفزيوني الوثائقي.
- تقديم حفل ”يوم التميز بحضور سمو ولي العهد الشيخ تميم بن حمد آل ثاني.
- دورة خاصة في B.B.C في يوليو 2008
- (تغطيات ميدانية):- كأس العالم في كرة اليد – تونس 2005- نهائي كأس إنجلترا 2007 , مباراة (برشلونة / ريال مدريد) 2007.

### في المجال التلفزيوني
- - برنامج الرياضة الكويتية عام 2005.
- - بطولة رولاند غاروس للتنس 2005 - 2006 - 2007.
- - تغطية كأس الخليج السابعة عشرة في قطر 2004.
- - حلقات خاصة في «تونس، البحرين، مصر، السعودية» 2005 - 2006.
- - التعليق على حفلي الافتتاح والختام لدورة الألعاب الآسيوية الخامسة عشرة "الدوحة 2006”.
- - تغطية كأس الأمم الأوروبية 2008 في النمسا وسويسرا.
- - تغطية دورة الألعاب الأولمبية في مدينة بكين عام 2008.
- - تغطية كأس الخليج التاسعة عشرة في عمان 2009.
- - نهائي كأس الاتحاد الأوروبي.
- - نهائي كأس إنجلترا 2009.
- - كأس العالم 2010.
- - كأس آسيا 2011.
- - كأس العالم 2014.
- - كأس الخليج الثانية والعشرون في السعودية 2014.
- - كأس آسيا 2015.
- - كأس العالم 2018.
- عمل مقابلات تلفزيونية خاصة على البرتقالية مع شخصيات رياضية من الطراز الرفيع من امثال:
- بيليه
- غابرييل باتيستوتا
- فرانك لوبوف
- بيب غوارديولا
- ماريو باسلر
- روجيه فيدرير
- لامين دياك «رئيس الاتحاد الدولي لألعاب القوى»
- رئيس الاتحاد الدولي للجمباز
- رئيس الاتحاد الدولي لكرة القدم جوزيف بلاتر
- رئيس الاتحاد الآسيوي محمد بن همام

### المجال الأعلاني
أختير ليكون الوجه الأعلاني لإحدى شركات الملابس الرياضية puma وأيضا هو سفير لسيارات Audi في الشرق الأوسط.